# Wolf Gremm

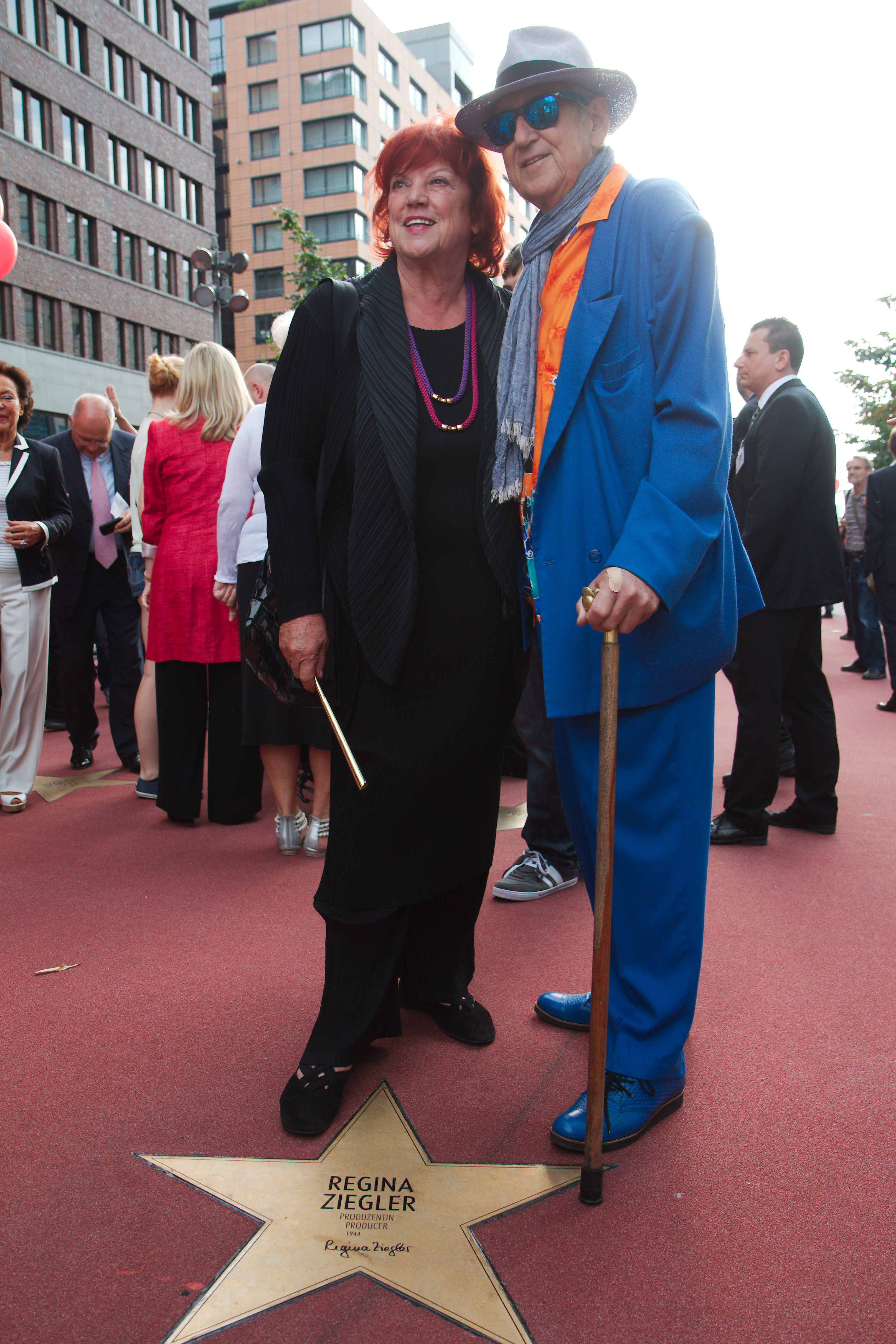
Wolf Gremm und Regina Ziegler 2012

Wolf Gremm (* 26. Februar 1942 in Freiburg im Breisgau; † 14. Juli 2015 in Berlin) war ein deutscher Regisseur und Drehbuchautor.

## Leben und Werk
Wolf Gremm ließ sich an der Musikhochschule Freiburg zum Pianisten ausbilden und studierte dann bis 1966 Germanistik, Psychologie, Soziologie und Theaterwissenschaft in Heidelberg, Wien und Berlin. Er nahm dann ein dreijähriges Regiestudium an der Deutschen Film- und Fernsehakademie in Berlin auf. 1970 wurde er freier Mitarbeiter des SFB, für den er mehrere Dokumentarfilme herstellte.
1973 drehte er mit Ich dachte, ich wäre tot seinen ersten Kinofilm. Er etablierte sich in den 1970er-Jahren als einer der wichtigsten deutschen Autorenfilmer. Seine Freundschaft mit Rainer Werner Fassbinder führte zu seinen Filmen Kamikaze 1989, in dem Fassbinder die Hauptrolle spielte, und der Dokumentation Rainer Werner Fassbinder – Das letzte Jahr.
Seinen größten internationalen Erfolg hatte er mit seiner Verfilmung des Erich-Kästner-Romans Fabian. Hans Peter Hallwachs spielte 1980 die Titelrolle. 1973 wurde Gremm mit dem Deutschen Kritikerpreis ausgezeichnet.
Wolf Gremm war seit 1977 mit der Filmproduzentin Regina Ziegler verheiratet, die ihre Karriere als Filmproduzentin mit Gremms Debütfilm 1973 begonnen hatte. Er starb am 14. Juli 2015 im Alter von 73 Jahren in Berlin an den Folgen einer Krebserkrankung.
Gremm lebte in Berlin-Schlachtensee.

## Filmografie
Regisseur
- 1973: Ich dachte, ich wäre tot
- 1974: Meine Sorgen möcht’ ich haben
- 1975: Tatort – Tod im U-Bahnschacht
- 1976: Die Brüder
- 1977: Tod oder Freiheit
- 1978: Die Schattengrenze
- 1980: Fabian
- 1980: Kein Reihenhaus für Robin Hood
- 1981: Nach Mitternacht
- 1982: Kamikaze 1989
- 1984: Sigi, der Straßenfeger
- 1985: Tödliche Liebe
- 1987: Im Schatten der Angst
- 1991: Eine Dame mit Herz – teils bitter, teils süß
- 1992: Die Spur führt ins Verderben
- 1996: Die Stunden vor Morgengrauen
- 1998: Die Sünde der Engel
- 1998: Nur ein toter Mann ist ein guter Mann
- 2000: Ein lasterhaftes Pärchen
- 2000: Nancy & Frank – A Manhattan Love Story
- 2001: Tödliches Rendezvous – Die Spur führt nach Palma
- 2002: Ein Liebhaber zuviel ist noch zu wenig
- 2005: Der See der Träume
- 2005: Lieben und Töten
- 2008: Insel des Lichts
- 2009: Alle Sehnsucht dieser Erde (Fernsehfilm)
- 2010: Wer zu lieben wagt
- 2011: Im Fluss des Lebens
- 2015: Ich liebe das Leben trotzdem

Drehbuchautor
- 1987: Hexenschuß – Regie: Franz Josef Gottlieb
- 1988: Trouble im Penthouse – Regie: Franz Josef Gottlieb
- 1989: Jede Menge Schmidt – Regie: Franz Josef Gottlieb
- 2009: Alle Sehnsucht dieser Erde (Fernsehfilm)

## Hörspiele
- 1984: Abschied von Lucienne von Pierre Boileau und Thomas Narcejac, Bearbeitung und Regie: Wolf Gremm, Komposition: Charles Kálmán, Produktion: SWF, Länge: 54'.[3] mit Rita Engelmann, Helmut Wöstmann, Gisela Keiner, Hans Wyprächtiger, Christel Koerner, Friedrich von Bülow, Eike Gallwitz, Andreas Mannkopff, Margarete Salbach.